# 石龙尾
石龙尾（学名：Limnophila sessiliflora），又名无柄花石龙尾、菊藻，为玄参科石龙尾属下的一种多年生两栖草本植物，分布于东亚和东南亚。

## 扩展阅读
- 維基物種上的相關：石龙尾